# Hanhofen
Hanhofen est une municipalité de la Verbandsgemeinde Dudenhofen, dans l'arrondissement de Rhin-Palatinat, en Rhénanie-Palatinat, dans l'ouest de l'Allemagne. La municipalité est jumelée à la ville hongroise de Kondoros. Sa fondation remonte à 1156.